# Nyakó Júlia
Nyakó Júlia (Debrecen, 1963. február 8. –) Aase-díjas magyar színésznő.

## Életpályája
Nyakó Gáspár és Károlyi Lujza gyermekeként született.

„Egyszerű, szép családban nőttem fel Debrecenben. Édesapám pilóta volt, aztán katonatiszt, édesanyám sokáig otthon maradt velünk. Hárman vagyunk testvérek. Politikai védőügyvéd akartam lenni, aztán régész vagy pszichológus…”

A debreceni Irinyi János Élelmiszeripari Szakközépiskola második osztályos diákjaként Rózsa János filmrendező választotta ki készülő filmjének főszerepére. A Vasárnapi szülők című filmben tűnt fel. 

„1980-ban elkezdtem és befejeztem a Színház- és Filmművészeti Főiskolát. Elkezdtem a főiskolát, de három hónap után otthagytam…Nem akartam a főiskolát, de a rendezők, akikkel dolgoztam, bizonygatták, hogy ezt kell tennem. Akkor nem éreztem, hogy színésznőnek kell lennem… úgy döntöttem, hogy ez nem kell nekem.  Fodor Tamás, mikor megtudta, hogy otthagytam a főiskolát, a filmgyárat, játszani hívott. Láttam tőle egy olyan Woyzecket tizenöt évesen, amilyen előadást azóta se színházban, így örömmel mentem…”

1982-1987 között a Mafilm színtársulatának tagja volt. 
1987-1991 között a győri Kisfaludy Színház művésze volt. 1992-1994 között a szolnoki Szigligeti Színházban lépett fel és vendégként játszott Szabadkán. 1994 óta a kecskeméti Katona József Színház tagja, majd szabadúszó lett. 1997 óta a Stúdió K-val dolgozik.

## Színházi szerepei
- Remenyik Zsigmond: "Vén Európa" hotel... Erna Liebig
- Bertolt Brecht: Állítsátok meg Arturo Uit
- Tersánszky Józsi Jenő: Kakuk Marci... Csuri Linka
- Madách Imre: Az ember tragédiája... Éva; Rabszolganő; Julia; Izóra; Arisztokrata hölgy
- Hunyady Sándor: A három sárkány... Kitty
- Csemer Géza: Piros karaván... Iboly
- Patrick: Teaház az augusztusi holdhoz... Lótuszvirág
- Nusic: A miniszterné... Dóra
- Molière: Tartuffe, avagy a rajongás komédiája... Emilia
- Lenz: A házitanító... Von Bergné
- Benedek Elek: Leánder és Lenszirom... Töndér Negéd
- Synge: A nyugati világ bajnoka... Honor Blake
- Füst Milán: Máli néni... Margit kisasszony
- Ruzante: A csapodár madárka... Betia
- Hunyady Sándor: Feketeszárú cseresznye... Milica
- Anton Pavlovics Csehov: Cseresznyéskert... Varja
- Anton Pavlovics Csehov: Sirály... Mása
- Carlo Goldoni: Chioggiai csetepaté... Orsetta
- William Shakespeare: Macbeth... Lady Macbeth
- Heinrich von Kleist: Amphitryon... Alkméne
- Federico García Lorca: Yerma... Dolores
- Jean-Paul Sartre: A legyek... Elektra
- Thomas Brandon: Charley nénje... Annie Spittigue
- Jókai Mór: A kőszívű ember fiai... Liedenwall Edit
- Arany János: Rózsa és Ibolya... Vén felesége
- Füst Milán: Catullus... Tertullia, Calvus régi szerelme
- Békés Pál: Visz-a-víz!... Emma
- Mosonyi Aliz: Csipkerózsika... Királyné
- Tamási Zoltán: Alma mater... Tanárnő
- Franz Kafka: Svejk, a féregirtó – avagy a puska nem sül el... Cigaretta
- Mosonyi Aliz: Hamupipőke... Bella
- Csurka István: Az idő vasfoga... Angéla, asszisztensnő
- Szuhovo-Kobilin: Halni jó!... Elvira
- Szilágyi Andor: Kelekótya Jonathán... III. Hamrágicsa
- Tamási Zoltán: Fűrészelés, forgácsok, roncsok... Szofja
- George Bernard Shaw: Barbara őrnagy... Jenny Walker
- Canev: Szókratész utolsó éjszakája... Xantippé
- Sławomir Mrożek: Éj... A harmadik személy
- Schikaneder: Varázsfuvola-mese... Papagena
- E. T. A. Hoffmann: Diótörő Ferenc és a nagy szalonnaháború... Királyné
- Büchner-Marlowe-Shakespeare: Vihar, avagy a bűnbocsánat színjátéka... Ariel
- Kőrösi Zoltán: Orrocskák... Sótonyiné
- Kiss Csaba: Shakespeare király drámák avagy, ritkán hagyja el dögben rakott sejtjét a méh... Wolsey
- Schnitzler: A zöld kakadu... Séverine
- Zalán Tibor: Rettentő görög vitéz... Aithra; Koca; Teknősbéka
- Tolnai Ottó: Skalpoljuk meg szegény Józsit!... Bildi Margaréta
- Fazekas Mihály: Ludas Matyi... Matyi édesanyja
- Eugène Ionesco: Rinoceritisz... Feleség, de hol a férje?
- Zalán Tibor: Vakkacsa tojások... Klütorisz; Emilícia; Elmara; Mászna
- Euripidész-Lukianosz-Nonnosz: Téboly Thébában... Agaué
- Tolsztoj: Az aranykulcs... Brighella; Alissa róka
- Kipling: A sünteknős... Sün

## Filmjei

### Játékfilmek
- Vasárnapi szülők (1980)
- Köszönöm, megvagyunk (1980)
- Kabala (1981)
- ZiZi (1982)
- Adj király katonát! (1982)
- Visszaesők (1982)
- Eszmélés (1984)
- Uramisten (1985)
- Az elvarázsolt dollár (1985)
- Senki nem tér vissza (1986)
- Szörnyek évadja (1986)
- Aszex (1989)
- Woyzeck (1994)
- Gyilkos kedv (1997)
- Három (1998)
- Lamm (film) (1998)
- István, az apostoli király (2000)
- Ikonosztáz (2000)
- Hamvadó cigarettavég (2001)
- Feri és az édes élet (2001)
- Szerelem utolsó vérig (2002)
- Felhő a Gangesz felett (2002)
- Workshop (2003)
- József és testvérei - Jelenetek egy parasztbibliából (2003)
- Szexárdi balladák (2004)
- Forgás (2005)
- A vírus (2005)
- Vadászat angolokra (2005)
- Friss levegő (2006)
- Nincs kegyelem (2006)
- Uszodai tolvaj (2007)
- Márió, a varázsló (2007)
- Tabló (2008)
- Panoráma - Ritmusok IV. (2008)
- A repülés története (2008)
- Vespa (2010)
- Sőtét kamra (2015)
- Testről és lélekről (2017)
- Genezis (2018)
- Rezidens (2018)
- Most van most (2019)
- Valan – Az angyalok völgye (2019)
- A Gyakornok (2021)

### Tévéfilmek
- Hello, doki (1996)
- Szabadság tér '56 (1997)
- Az öt zsaru (1999)
- Irodalom (2008)
- Hajónapló (2009)
- Cigánymesék (2014–2020)... narrátor
- Antigoné (2011)
- Hagyj élni! (2014)
- A teljesség felé (2014)
- Aranyélet (2015)
- A fekete bojtár (2015)
- Csandra szekere (2016)
- Drága örökösök (2019)
- A Nagy Fehér Főnök (2022)
- Tündérkert (2023)

## Szinkronszerepei
- Mavi szerelme : Hasibe (Ayşegül Ünsal)
- Megtört szívek : Keriman Akçatepe ( Nursel Köse )  ( 2014 – 2017 )
- A Sakál árnyéka: Carla – Céline Bonnier
- A szerelem hullámhosszán: Beck – Rosie O’Donnell
- Telefonos kisasszonyok: Ronni Ferrari – Helen Sheals
- Tisztességtelen ajánlat: Diana (Demi Moore)
- Kung Fu Panda: A Sárkánylovag: Forouzan kalózkirálynő (Shohreh Aghdashloo)

## Díjai
- A filmszemle díja (1981)
- Jury-díj (1999)
- A filmkritikusok díja (2007)
- Párhuzamos Kultúráért díj (2009)[9]
- Aase-díj (2015)

## Könyv róla
- Borzák Tibor: Árvácskák (Múzsák Kiadó, 1991.) ISBN 9635644779